# Happiness (Fernsehserie)
Happiness war eine von Januar 1997 bis Juli 1998 auf RTL ausgestrahlte Comedyreihe. Sie wurde von Jacky Dreksler produziert und war das erste feste Fernsehengagement von Markus Maria Profitlich. Dreksler verarbeitete laut Profitlich in Happiness Sketche, die für RTL Samstag Nacht als nicht gut genug befunden wurden.

## Handlung
Die Folgen bestanden aus verschiedenen Sketchserien und Einzelsketchen. Es gab wiederkehrende Sketche wie Der Bestimmer, Familie Spülstein, die Foto-Love-Story und eine fiktive Arztserie. Daneben wurde die Werbung sowie Funk und Fernsehen parodiert.

## Kritik
Barbara Sichtermann nannte die Serie auf Zeit Online „keine Spitzenklasse, aber hübsch beiläufig“.